# Корне, Ализе
Ализе́ Корне́ (фр. Alizé Cornet; род. 22 января 1990 года, Ницца, Франция) — французская теннисистка; победительница девяти турниров WTA (шесть — в одиночном разряде); обладательница Кубка Хопмана (2014) в составе национальной сборной Франции.
Победительница одного юниорского турнира Большого шлема в одиночном разряде (Открытый чемпионат Франции-2007); финалистка одного юниорского турнира Большого шлема в парном разряде (Открытый чемпионат Австралии-2006); бывшая восьмая ракетка мира в юниорском рейтинге.

## Общая информация
Ализе — одна из двух детей Патрисии и Франсиса Корне; её брата зовут Себастьян.
Француженка впервые взяла ракетку в руки в четыре года, после периода наблюдений за занятиями в теннисной секции своего брата. Подготовкой теннисистки занимались Пьер Бутейр (2002—2012, 2019), Жорж Говен (2012—2014), Михаэль Кюзаж (2018), Сандра Заневская (с 2019), Биляна Веселинович, Бастьен Фазинкани.
На корте Ализе предпочитает действовать у задней линии. Лучший удар — бэкхенд, любимое покрытие — грунт.
Двукратная победительница командного чемпионата Франции (2012, 2014) в составе клуба «Денен».

## Спортивная карьера

### Юниорские годы

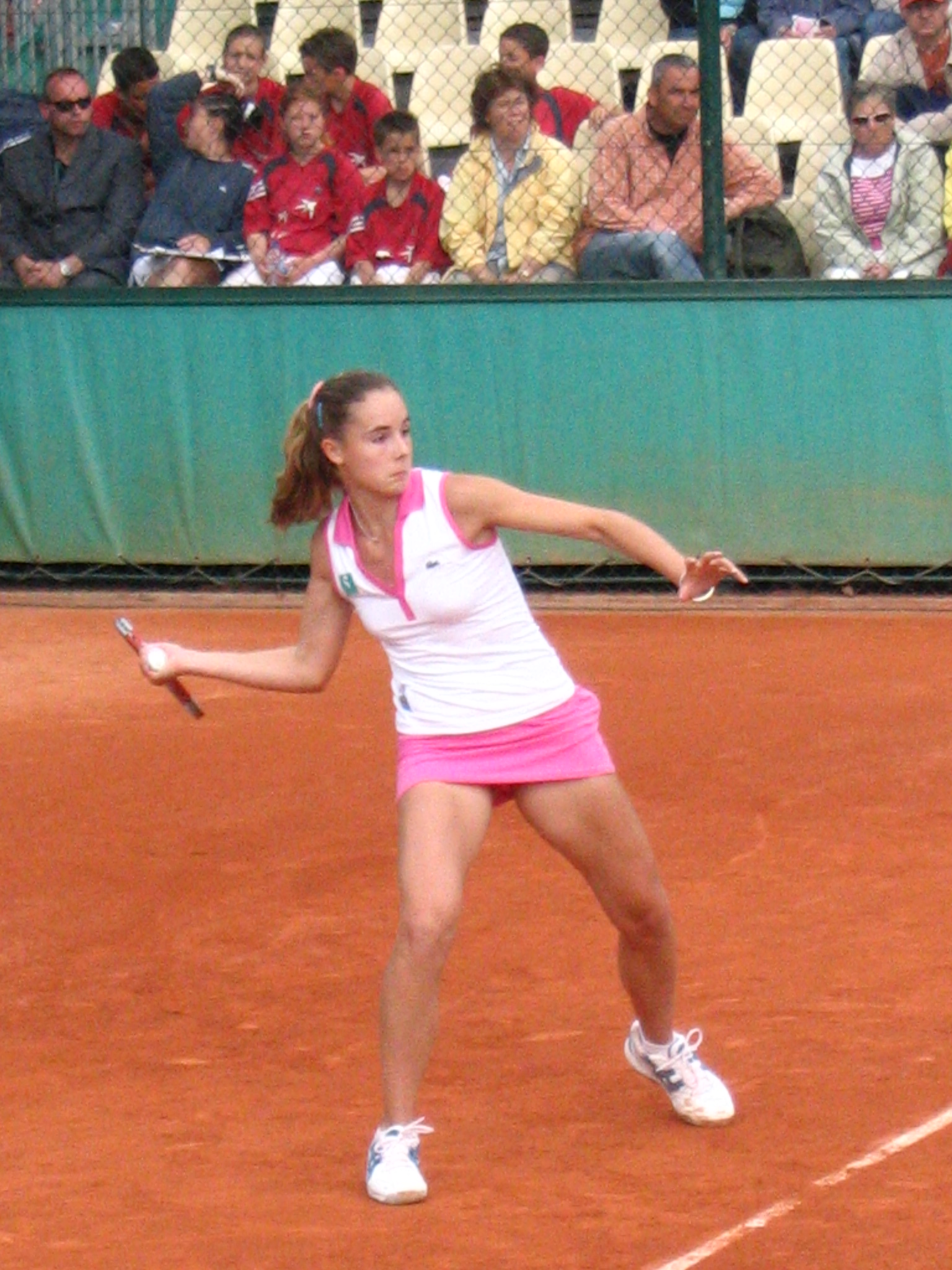
Корне на юниорском Открытом чемпионате Франции 2005 года

Ализе уже с юных лет зарекомендовала себя как весьма квалифицированная теннисистка. В 2004 году в миксте с Жеромом Инцерилло выиграла чемпионат Франции среди юниоров до 14 лет, а год спустя — чемпионат Европы. В старшем юниорском возрасте расцвет её результатов начался вскоре после 16-летия: в январе 2006 года она дошла до финала австралийского турнира Большого шлема в паре, следом неплохо провела серию турниров в Бразилии (дважды сыграв в одиночных финалах и параллельно дважды выйдя в одиночные полуфиналы), затем вышла в четвертьфинал домашнего турнира Большого шлема, попутно обыграв одного из лидеров тогдашнего старшего юниорского возраста — датчанку Каролину Возняцки. В июле того же года Ализе становится чемпионкой Европы в парном разряде, вместе с Юлией Федосовой переиграв в финале швейцарского первенства Александру Панову и Евгению Родину. В одиночном разряде Корне оступилась в полуфинале.
В 2007 году француженка дважды пыталась выиграть юниорский турнир Большого шлема. В Австралии ей помешала Анастасия Павлюченкова, обыгравшая Ализе в полуфинале и завоевавшая потом титул, а на домашних кортах у Корне не было конкурентов: отдав соперницам в шести матчах лишь два сета она стала первой за семь лет француженкой, выигравшей Ролан Гаррос в этом разряде. Вскоре после того турнира Ализе завершила юниорскую карьеру и полностью переключилась на взрослый теннис.

### Начало взрослой карьеры
Уже с 2004 года Ализе играет на взрослых соревнованиях, получая специальные приглашения на различного рода соревнования ITF. Через год Корне доверили сыграть на домашнем турнире серии Большого шлема, сразу предоставив ей место в основе: уроженка Ниццы оправдала доверие федерации, обыграв в первом круге 71-ю ракетку мира Алину Жидкову. Во втором круге её ждало испытание в лице одного из лидеров тогдашнего национального тенниса: Амели Моресмо. Корне не смогла достойно сопротивляться много более опытной сопернице, взяв у той за матч лишь два гейма. До конца сезона-2005 Ализе за счёт нескольких локальных успехов на мелких соревнованиях поднимается в рейтинге в самое начало четвёртой сотни.
В 2006 году поступательное движение вверх по рейтингу продолжилось: в январе федерация предоставляет Корне возможность сыграть в основе Открытом чемпионате Австралии, где она в первом круге в трёх сетах проиграла Айко Накамуре. В апреле Ализе выигрывает свой первый взрослый одиночный титул, переиграв на пути к победе на 25-тысячнике в Бари двух игроков топ-100. В июне француженка вновь сыграла во втором круге Ролан Гаррос (на этот раз переиграв Вирхинию Руано Паскуаль). В июле Корне выиграла титул и вышла в финал на двух 25-тысячниках в Италии. Последний титульный матч позволяет ей в 16,5 лет подняться в топ-200.
В 2007 году результаты продолжают расти: в Австралии она уже своими усилиями пробилась через квалификацию в основу местного турнира Большого шлема, выбив в первом круге отбора первую сеянную турнира Катерину Бондаренко. На стыке февраля и марта на турнире в Акапулько Корне, начавшей с квалификации, удаётся обыграть в основной сетке Северин Бельтрам, стоящую на тот момент в топ-40 одиночной классификации и выйти в первый четвертьфинал в туре. В мае она повторила это достижение на грунтовом турнире в Фесе. Летом Ализе дебютировала на взрослом Уимблдоне: в отборе француженка доходит до финала, где уступает в напряжённом матче Ольге Говорцовой. Чуть позже это поражение оказывается победой: после снятия одного из игроков основной сетки Корне получила место «лакилузера» и удачно пользуется им, обыграв в первом раунде Марию Кириленко. Путь в третий раунд опять не удался — на этот раз на её пути встаёт Ай Сугияма.
До конца лета Ализе проводит несколько грунтовых турниров ITF, на каждом из которых доходит минимум до четвертьфинала, а на 50-тысячнике в Днепропетровске и вовсе побеждая. Набранные здесь очки позволяют приехать на Открытый чемпионат США уже игроком топ-100. Данный факт её, впрочем, всё равно не избавил от необходимости проходить отборочные соревнования. Корне уверенно преодолела три круга квалификации, а затем ещё два круга основы и только в третьем раунде уступила в напряжённой борьбе Елене Янкович, бывшей на тот момент третьей ракеткой мира. Вскоре после американского турнира Большого шлема француженка сыграла на домашнем 100-тысячнике в Бордо, где сумела дойти до финала, обыграв Эмили Луа и уступив в титульном матче Цветане Пиронковой.

### 2008–2009: первый титул WTA и попадание в топ-20

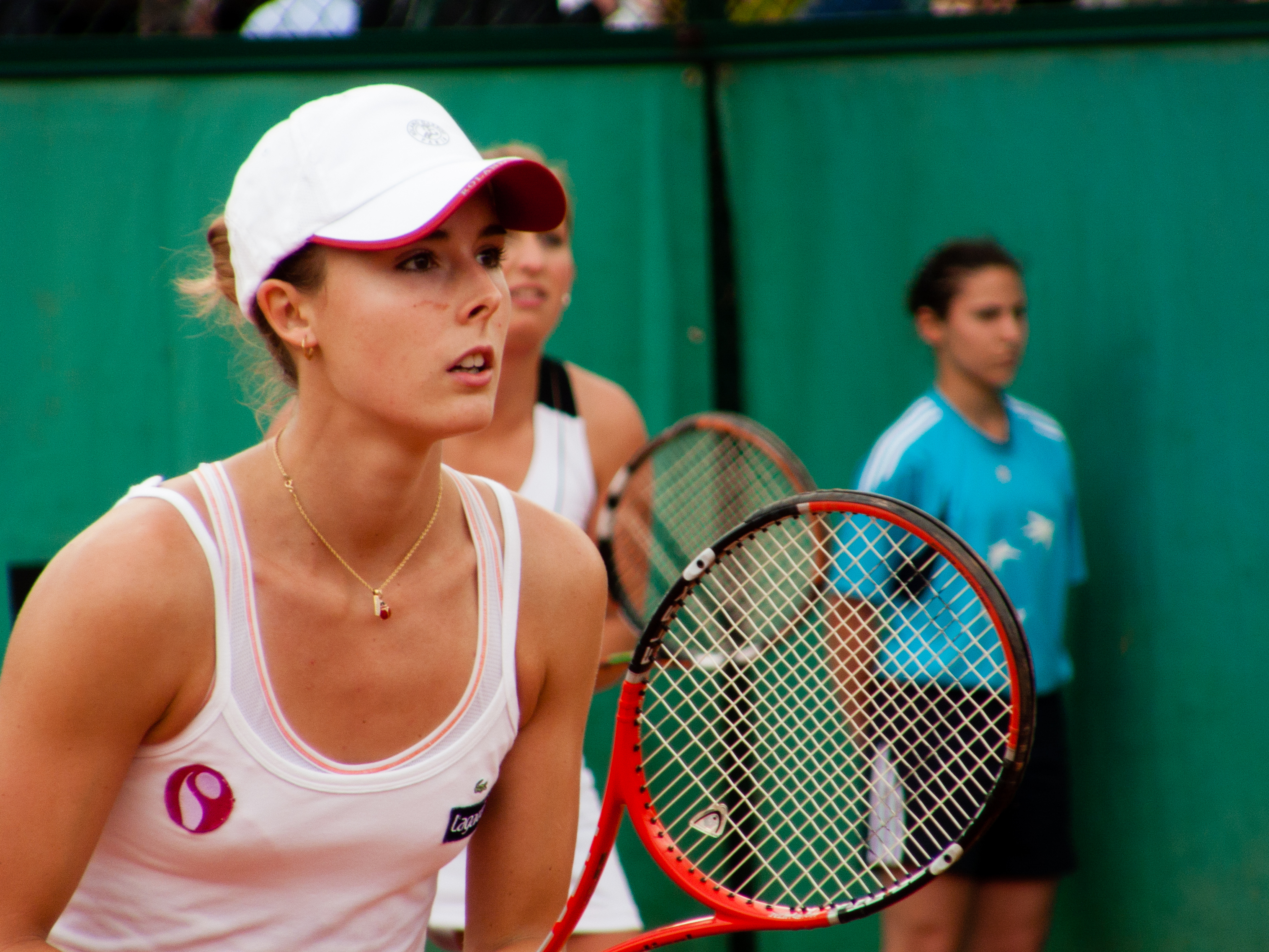
Корне на Ролан Гаррос 2008 года

На старте сезона Ализе достигла 2-го раунда на Открытого чемпионата Австралии, уступив 9-й сеянной и будущей полуфиналистке турнира Даниэле Гантуховой. В феврале она дебютировала в составе сборной Румынии в розыгрыше Кубка Федерации. Старт грунтовой части сезона был отмечен для француженки финалом турнира в Акапулько и полуфиналами турниров в Амелия-Айленде и Чарлстоне. В мае Корне впервые вышла в финал турнира 1-й категории (в Риме), где проиграла Елене Янкович — 2-6, 2-6, что позволило ей попасть в топ-30 рейтинга WTA. По ходу турнира Ализе одержала первые в карьере победы над теннисистками из первой десятки (№ 5 Светлану Кузнецову и № 8 Анну Чакветадзе). После выступления в Риме француженка поднялась в топ-20 мирового рейтинга. На кортах Ролан Гаррос она добралась до 3-го раунда.
В июле на турнире в Будапеште Корне впервые выиграла одиночный и парный турниры в рамках WTA-тура. В одиночном финале она обыграла словенку Андрею Клепач, а в парах взяла главный приз в дуэте с Жанеттой Гусаровой. В августе последовал дебют на Олимпиаде, где она, посеявшись 15-й, прошла 2 раунда и уступила в 3-м Серене Уильямс — 6-3, 3-6, 4-6. Подготовка к Открытому чемпионату США завершилась для Корне на турнире в Нью-Хейвене. На самом же американском турнире Большого шлема же она добралась до 3-го раунда. Из результатов конца сезона лучшим для Корне стал выход в 1/4 финала в Линце. Сезон 2008 года она завершила на 16-м месте.
2009 год Корне начала с выступления на неофициально командном турнире Кубок Хопмана, где сборная Франции заняла в своей группе 3-е место. Затем на турнире в Сиднее она дошла до четвертьфинала. На Открытом чемпионате Австралии Ализе смогла пройти в четвёртый раунд, где в третий раз с начала сезона проиграла Динаре Сафиной. В феврале она в ранге 1-й ракетки Франции играла за национальную сборную в 1/4 Кубка Федерации. Игры не удались — итальянки выиграли все 5 матчей, нанеся француженкам чувствительное домашнее поражение, причём из тех 3 матчей, которые как-то влияли на результат, 2 были доверены Ализе. В продолжении сезона на харде были сыграны турниры в Париже (четвертьфинал, поражение в трёх сетах от третьей ракетки мира Е. Янкович) и Дубае (третий круг, поражение от будущей победительницы турнира Винус Уильямс). Накануне турнира в Дубае Ализе поднялась на самую высокую в карьере — 11-ю — строчку в мировом рейтинге. Затем пошёл определённого рода провал в результатах — за 12 турниров на отрезке Индиан-Уэлс — Палермо одержано лишь 4 победы. На этом фоне полуфинал на слабом по составу турнире в Бадгастайне выглядел вполне неплохим результатом. Год однако закончился в прежнем ключе — Ализе по прежнему проигрывала в первом-втором круге и завершила его пятидесятой в одиночном рейтинге.

### 2010–2012

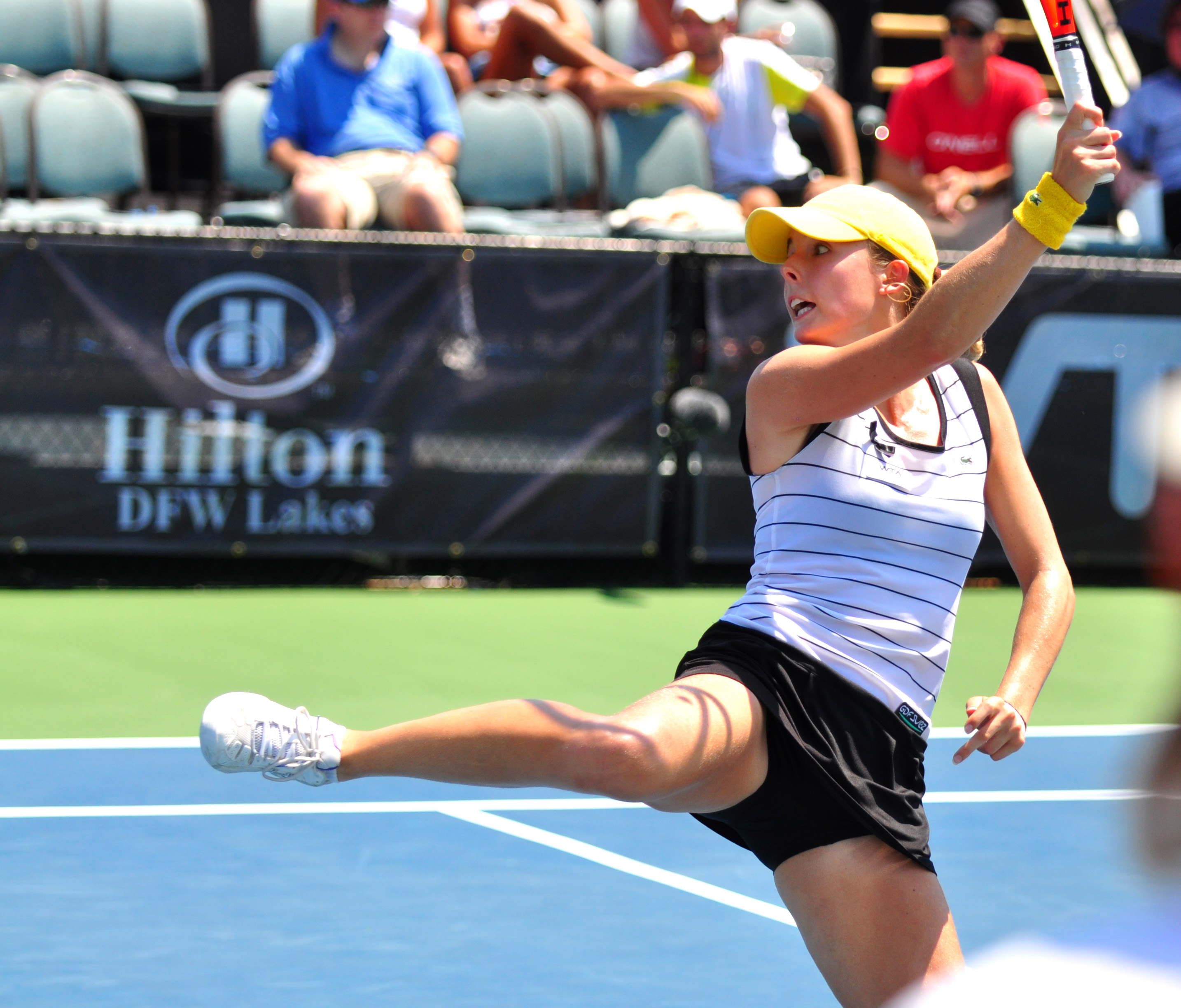
Корне на турнире в Грейпвайн 2011 года

После четвертьфинала в Окленде на старте сезона 2010 года Ализе вновь продолжила серию ранних поражений и всё ниже опускалась в рейтинге. К февралю она уже ч трудом попадала в топ-90. В марте француженка отметилась в четвертьфинале в Монтеррее, после чего вновь продолжила серию неубедительных результатов и уже в апреле на турнир в Барселоне она вынуждена играть квалификационный отбор (а год назад была тут первой сеянной). Вскоре Ализе впервые за долгое время пробивается в полуфинал — на турнире в Фесе её останавливает будущая победительница турнира Ивета Бенешова.
На фоне неудач в одиночных турнирах стало кое-что получаться в паре — в том же Фесе дуэт Куэн/Корне доходит до полуфинала, а затем (уже в паре с Ваней Кинг) француженка победила на турнире в Страсбурге. Далее Ализе лишь пару раз отмечалась в полуфинале, но, тем не менее, закрепилась в рейтинге в середине девятого десятка парного рейтинга. В одиночном же разряде число выигранных матчей в какой-то момент упало настолько, что после Открытого чемпионата США Ализе сразу отправилась в Европу, набирать рейтинговые баллы на грунтовых турнирах ITF. Там тоже не сразу всё стало получаться, но полуфинал в Софии и финал в Сен-Мало позволили Ализе чуть стабилизировать своё рейтинговое положение.
Лучшими результатами на старте сезона 2011 года стали выходы в третий раунд австралийского чемпионата и на турнире в Индиан-Уэлсе. К концу сезона Корне начала в большом количестве играть турниры ITF, после Открытого чемпионата США лишь раз заглянув на турниры WTA-тура. На фоне спада результатов в одиночном разряде стали всё чаще получаться удачные турниры в парном разряде: Трижды Ализе играла в полуфиналах турниров WTA и единожды пробилась в финал — в Грейпвайне, а под конец года выиграла крупных турнир ITF в Пуатье (вместе с Виржини Раззано).
Старт сезона-2012 был проведён не лучшим образом, но потом Ализе постепенно обрела нужную уверенность, стала всё реже проигрывать уже в стартовых матчах. В марте она достигла финала 100-тысячника ITF в Нассау. В мае Корне вышла в финал уже турнира WTA в Страсбурге, проиграв в нём Франческе Скьявоне (4-6, 4-6). В июне Корне смогла выиграть второй в карьере титул WTA в одиночках, взяв его на грунте в Бадгастайне. В финале она оказалась сильнее Янины Викмайер — 7-5, 7-6(1). В августе на Олимпийских играх в Лондоне Ализе проиграла во втором раунде в одиночках и в первом раунде в парах. Локальные успехи на различного рода соревнованиях позволили ей к концу года вернуться в топ-50. В парном разряде в том сезоне Корне достигла двух полуфиналов турниров WTA и выиграла 100-тысячник в Праге.

### 2013–2015

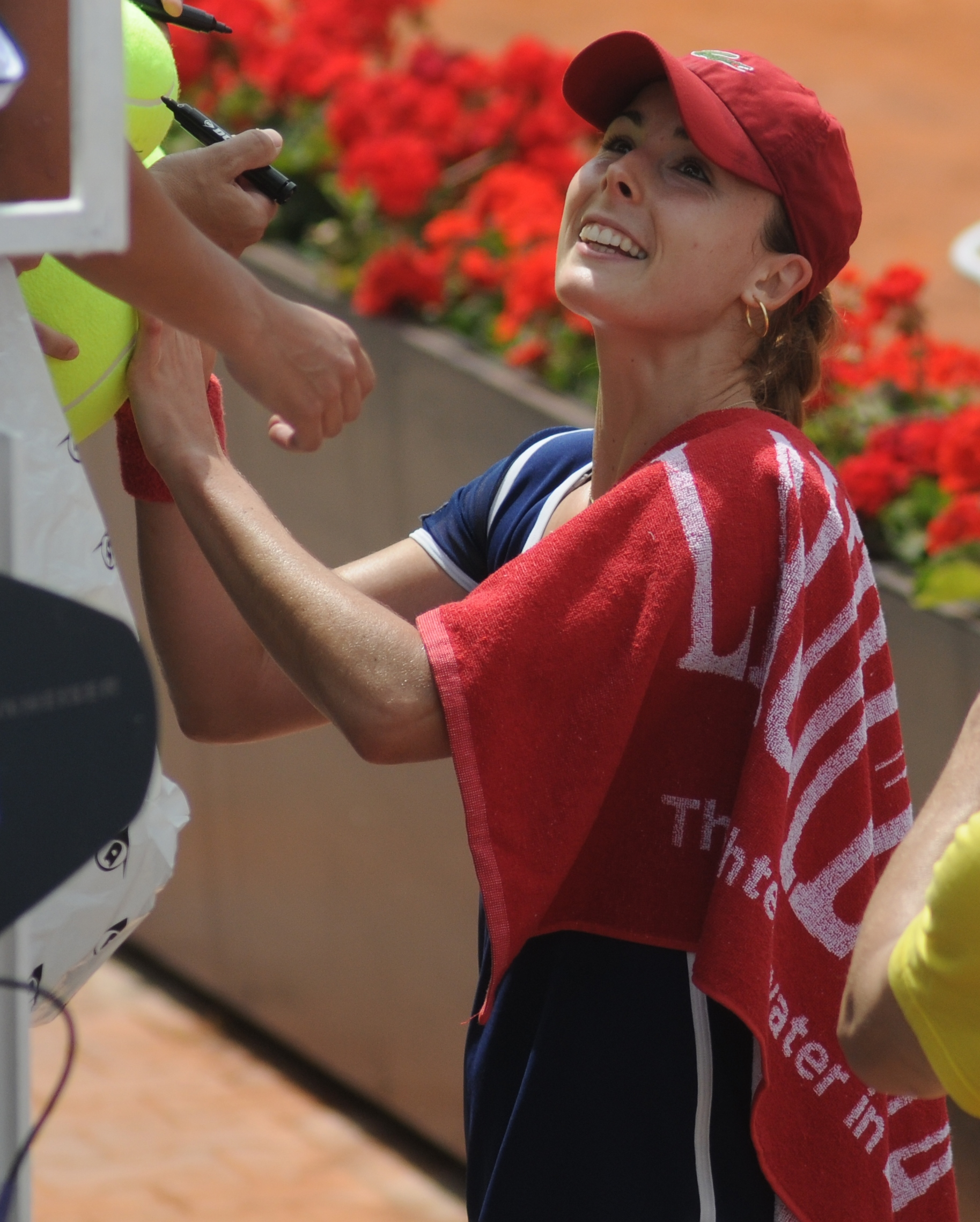
Корне на турнире в Риме 2014 года

2013 год поначалу проходил без особых успехов — француженка часто проигрывала уже в 1-2 матче турнира и хоть какую-то положительную стабильность результатов начала набирать лишь к весне, когда сначала добралась до полуфинала в Акапулько, а затем вышла в четвёртый круг крупного турнира в Майами. Следом, уже во время серии соревнований в Европе, Ализе помогла своей сборной не вылететь в региональную зону Кубка Федерации (выиграв один из своих матчей во встрече против Казахстана). В апреле она отметилась в четвертьфинале приза в Марракеше, а в мае выиграла свой третий титул WTA в одиночках, переиграв в решающем матче в Страсбурге Луцию Градецкую (7-6(4), 6-0). Остаток года был сыгран без особых успехов, но сразу три выхода в третьи раунды на турнирах Большого шлема и полуфинал приза в Вашингтоне позволили француженке отобраться на Турнир чемпионок WTA и впервые за пять лет завершить сезон в топ-30.
Начало сезона 2014 года принесло Корне первую крупную победу в играх за Францию: вместе с Жо-Вильфридом Тсонгой Ализе завоевала командный Кубок Хопмана, выиграв все матчи в миксте. Выступления на личных турнирах также прошли на достаточно высоком уровне: в феврале француженка отметилась в полуфинале турнира в Париже и вышла в финал на аналогичных соревнованиях в Дубае, обыграв к тому же в полуфинале первую ракетку мира Серену Уильямс (6-4, 6-4). В апреле она взяла приз турнира в Катовице, переиграв в полуфинале местную любимицу и № 3 в мире Агнешку Радваньскую (0-6, 6-2, 6-4), а в финале справившись с Камилой Джорджи (7-6(3), 5-7, 7-5). Далее Корне на несколько месяцев заметно сбавила свои результаты, вновь выйдя на пик лишь к Уимблдону, где Ализе пробилась в четвёртый раунд, переиграв по пути лидера посева Серену Уильямс (1-6, 6-3, 6-4). Затем спад продолжился и лишь к осени француженка вновь стала регулярно выигрывать матчи в протуре: дойдя до третьего раунда Открытого чемпионата США, сыграв в двух финалах: Гуанчжоу и выйдя в четвертьфинал в Ухане, где третий раз в сезоне смогла обыграть первую ракетку мира Серену Уильямс (на этот раз на отказе соперницы в первом сете).
2015 год Ализе Корне начала на турнире Кубок Хопмана и выиграла все три матча в одиночках и два из трёх в миксте, однако команда Франции не смогла выйти из группы. На Открытом чемпионате Австралии она доиграла до третьего раунда. Первого четвертьфинала в сезоне она достигла в апреле на турнире в Катовице. На Открытом чемпионате Франции Ализе вышла в четвёртый раунд, проиграв на этой стадии Элине Свитолиной. Лишь в октябре она второй раз в сезоне сыграла в четвертьфинале, выйдя в эту стадию на турнире в Гонконге. Там же она смогла выиграть парный трофей, завоевав его в дуэте с Ярославой Шведовой

### 2016

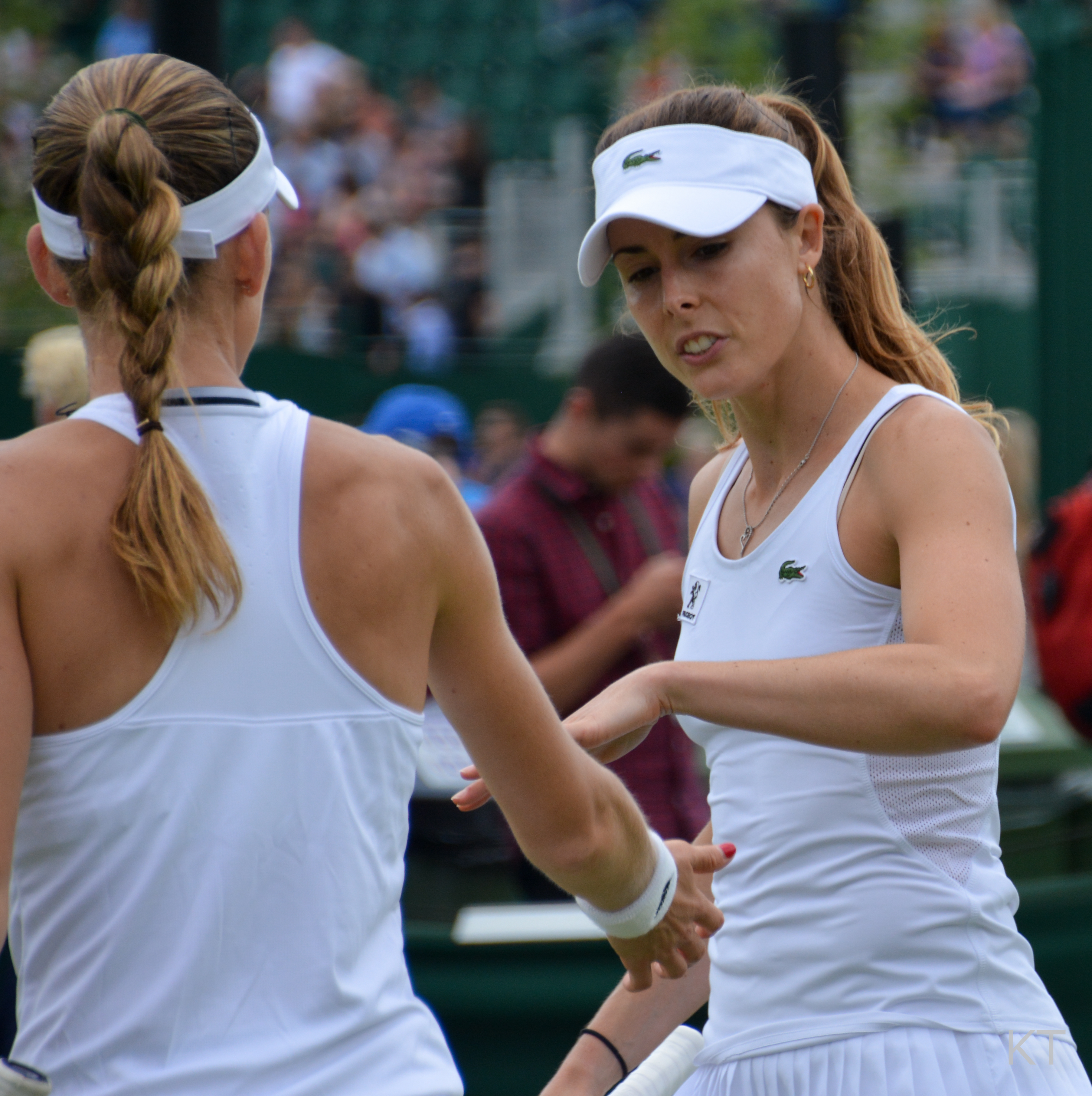
Корне (справа) в паре с Ксенией Кнолл на Уимблдоне 2016 года

На старте сезона 2016 года Корне смогла победить на турнире в Хобарте и завоевать свой пятый одиночный титул в туре WTA. В финале она оказалась сильнее Эжени Бушар — 6-1, 6-2. Дальнейшие результаты Корне по ходу сезона были хуже. Лишь в конце мая на Ролан Гаррос она смогла выиграть два матча подряд и пройти в третий раунд. Такого же результата она добилась и на Уимблдоне. В августе на Олимпийском турнире в Рио-де-Жанейро французская теннисистка во втором раунде проиграла Серене Уильямс. Осенью лучшим результатом в туре стал четвертьфинал в Гонконге. Также Корне выступила в финале за Кубок Федерации против сборной Чехии. Свой единственный матч она проиграла Барборе Стрыцове и француженки в целом уступили матч со счётом 2-3.

### 2017
В январе 2017 года Корне сыграла в финале турнира в Международный теннисный турнир в Брисбене, пройдя по пути двух теннисисток из топ-10 (Доминику Цибулкову и Гарбинью Мугурусу). В финале она уступила Каролине Плишковой — 0-6, 3-6. На Открытом чемпионате Австралии она была двадцать восьмой сеяной. Корне победила француженку, получившую уайлд кард, Миртиль Жорж в первом раунде, а затем проиграла Марии Саккари во втором.
Корне сыграла в четвертьфинальном матче Мировой группы Кубка Федерации 2017 против Швейцарии, в котором она проиграла первый одиночный матч (её единственный матч) Тимеа Бачински; Франция в итоге проиграла 1-4.
16 февраля Корне снялась с чемпионата Дубая по теннису из-за травмы грудной мышцы. Корне проиграла Карле Суарес Наварро в четвертьфинале Открытого чемпионата Монтеррея. Она потерпела ранние поражения в одиночном разряде главных розыгрышей своих следующих четырёх турниров WTA в Рабате (первый раунд), Мадриде (первый раунд), Риме (второй раунд) и Страсбурге (первый раунд). 
На Открытом чемпионате Франции она обыграла 20 сеяную Барбору Стрыцову во втором раунде, обыграла 9 сеяную Агнешку Радваньску в третьем раунде. Однако в четвёртом раунде Корне проиграла соотечественнице , 28 сеяной, Каролине Гарсии. После Открытого чемпионата Франции Корне проиграла в одиночном разряде в первом раунде следующих пяти турниров, в которых она участвовала — Бирмингем, Истборн, Уимблдон, Стэнфорд и Торонто. В августе в дуэте с Алицией Росольской она достигла парного финала турнира в Стэнфорде. Она закончила свою серию из пяти поражений в одиночных матчах, когда она победила Кэтрин Беллис в первом раунде турнира серии Премьер 5 в Цинциннати, прежде чем проиграть Доминике Цибулковой во втором раунде.
Во второй половине сентября Корне последовательно вышел в четвертьфинал двух турниров WTA в одиночном разряде-Гуанчжоу и Ухань. На турнире серии Премьер 5 в Ухане она обыграла 6 сеяную Светлану Кузнецову во втором раунде, прежде чем проиграть квалификатору Марии Саккари в четвертьфинале; это было третье появление Корне в четвертьфинале в турнирах серии Премьер или Премьер 5. В начале октября Корне выбила Анжелику Кербер во втором раунде турнира в Пекине, но проиграла своей соотечественнице Каролине Гарсии в третьем раунде. В своем последнем турнире 2017 года в Москве на Кубке Кремля Корне победила восьмую сеяную Магдалену Рыбарикову во втором раунде, а затем проиграла Наталье Вихлянцевой в четвертьфинале в трехчасовом матче, что означало, что Корне прошла дальше четвертьфинала в одиночном разряде турниров WTA только один раз (в Брисбене) в 2017 году.

### 2018
Сезон 2018 года Корне начала с четвертьфинала в Брисбене. 11 января 2018 года ITF предъявила Корне обвинение в том, что она пропустила три допинг теста, которые должны были быть проведены в период с ноября 2016 года по октябрь 2017 года. По правилам WADA, Корне грозила дисквалификация на срок до двух лет. Дело должно было слушаться 1 мая 2018 года в Лондоне. Ей было разрешено играть в турнирах WTA и ITF до тех пор, но если её признают виновной, все призовые деньги и рейтинговые очки, накопленные в течение определённого периода в 2017 году, должны были быть конфискованы. Французская федерация тенниса заявила, что они не будут выбирать Корне для предстоящего матча Кубка Федерации против Бельгии в феврале 2018 года, чтобы дать ей время «подготовить свою защиту» перед независимым трибуналом, созданным WADA.15 мая ITF объявила, что независимый трибунал, учрежденный ВАДА, снял с Корне обвинение в пропуске трех допинг тестов, которые должны были быть проведены в период с ноября 2016 года по октябрь 2017 года, поскольку сотрудник по допинг-контролю (DCO) не удовлетворял всем требованиям статьи 4.3 международного стандарта тестирования и расследований в отношении пропущеных допинг тестов. По этой причине третий пропущенный допинг тест, объявленный против Корне, больше не стоял. На Открытом чемпионате Австралии она дошла до третьего круга. В апреле 28-летняя француженка вышла в 1/4 финала на турнире в Чарлстоне. 22 июля она выиграла свой шестой титул WTA тура в одиночном разряде на Открытом чемпионате Швейцарии, проходящем в Гштаде, обыграв в решающем матче Мэнди Минеллу — 6-4, 7-6(6).
На Открытом чемпионате США Корне получила нарушение кодекса по правилам Большого шлема за смену своей майки во время корта, что возмутило некоторых, поскольку игроки мужского пола не наказываются за это. На следующий день официальные лица объявили, что игрокам любого пола будет разрешено менять свою майку, сидя в своем кресле, а женщины-игроки также могут менять свои футболки в приватном месте вне корта.

### 2019
Корне выступала за сборную Франции на Кубке Хопмана вместе с Люка Пуйе. Она проиграла все свои одиночные матчи. Франция финишировала последней в своей группе. На старте сезона 2019 года Корне хорошо выступила на турнире в Хобарте. Шестая сеяная Корне выиграла свои первые три матча в двух сетах и вышла в полуфинал, где она проиграла Софии Кенин 2-6, 4-6. На Открытом чемпионате Австралии Корне проиграла во втором раунде Винус Уильямс. На Открытом чемпионате Италии Корне выиграла два квалификационных матча, чтобы выйти в основную сетку одиночных игр, где она победила 9 сеяную Арину Соболенко в первом раунде и проиграла свой матч второго раунда против Карлы Суарес Наварро. Корнет страдала от травмы мышцы и отказалась от продолжения матча против Суарес Наварро, когда вторая вела 6-3, 3-0.
В июне на турнире в Истборне она вышла в четвертьфинал.
На Открытом чемпионате США проиграла во втором раунде Белинде Бенчич в трёх сетах.

### 2025
В марте 2025 года Корне объявила о своём возвращении в WTA Tour на турнире Open de Rouen 2025, где она получила специальное приглашение.

## Итоговое место в рейтинге WTA по годам
| Год  | Одиночный рейтинг | Парный рейтинг |
| 2024 | 279               | 756            |
| 2023 | 118               | 317            |
| 2022 | 36                | 67             |
| 2021 | 59                | 280            |
| 2020 | 53                | 185            |
| 2019 | 60                | 111            |
| 2018 | 47                | 156            |
| 2017 | 38                | 115            |
| 2016 | 46                | 153            |
| 2015 | 43                | 108            |
| 2014 | 20                | 110            |
| 2013 | 27                | 174            |
| 2012 | 44                | 92             |
| 2011 | 89                | 86             |
| 2010 | 78                | 79             |
| 2009 | 50                | 186            |
| 2008 | 16                | 127            |
| 2007 | 57                | 364            |
| 2006 | 189               |                |
| 2005 | 308               |                |
| 2004 | 861               |                |

## Выступления на турнирах

### Финалы турнировWTAв одиночном разряде (15)

#### Победы (6)
| Легенда: До 2009 года       | Легенда: С 2009 года                       |
| --------------------------- | ------------------------------------------ |
| Турниры Большого шлема (0)* |                                            |
| Олимпиада (0)               |                                            |
| Итоговый турнир WTA (0)     |                                            |
| 1-я категория (0)           | Premier Mandatory / WTA 1000 Mandatory (0) |
| 2-я категория (0)           | Premier 5 / WTA 1000 (0)                   |
| 3-я категория (1+1)         | Premier / WTA 500 (0)                      |
| 4-я категория (0)           | International / WTA 250 (5+1)              |
| 5-я категория (0)           | International / WTA 250 (5+1)              |

| Титулы по покрытиям | Титулы по месту проведения матчей турнира |
| ------------------- | ----------------------------------------- |
| Хард (2)*           | Зал (1)                                   |
| Грунт (3+2)         | Зал (1)                                   |
| Трава (0)           | Открытый воздух (4+2)                     |
| Ковёр (0)           | Открытый воздух (4+2)                     |

* количество побед в одиночном разряде + количество побед в парном разряде.
| №  | Дата           | Турнир              | Покрытие   | Соперница в финале | Счёт           |
| 1. | 13 июля 2008   | Будапешт, Венгрия   | Грунт      | Андрея Клепач      | 7-6(5) 6-3     |
| 2. | 17 июня 2012   | Бадгастайн, Австрия | Грунт      | Янина Викмайер     | 7-5 7-6(1)     |
| 3. | 25 мая 2013    | Страсбург, Франция  | Грунт      | Луция Градецкая    | 7-6(4) 6-0     |
| 4. | 13 апреля 2014 | Катовице, Польша    | Хард (зал) | Камила Джорджи     | 7-6(3) 5-7 7-5 |
| 5. | 16 января 2016 | Хобарт, Австралия   | Хард       | Эжени Бушар        | 6-1 6-2        |
| 6. | 22 июля 2018   | Гштад, Швейцария    | Грунт      | Мэнди Минелла      | 6-4 7-6(6)     |

#### Поражения (9)
| №  | Дата             | Турнир             | Покрытие | Соперница в финале | Счёт        |
| 1. | 1 марта 2008     | Акапулько, Мексика | Грунт    | Флавия Пеннетта    | 0-6 6-4 1-6 |
| 2. | 18 мая 2008      | Рим, Италия        | Грунт    | Елена Янкович      | 2-6 2-6     |
| 3. | 26 мая 2012      | Страсбург, Франция | Грунт    | Франческа Скьявоне | 4-6 4-6     |
| 4. | 22 февраля 2014  | Дубай, ОАЭ         | Хард     | Винус Уильямс      | 3-6 0-6     |
| 5. | 21 сентября 2014 | Гуанчжоу, Китай    | Хард     | Моника Никулеску   | 4-6 0-6     |
| 6. | 7 января 2017    | Брисбен, Австралия | Хард     | Каролина Плишкова  | 0-6 3-6     |
| 7. | 21 июля 2019     | Лозанна, Швейцария | Грунт    | Фиона Ферро        | 1-6 6-2 1-6 |
| 8. | 28 августа 2021  | Чикаго, США        | Хард     | Элина Свитолина    | 5-7 4-6     |
| 9. | 9 октября 2022   | Монастир, Тунис    | Хард     | Элизе Мертенс      | 2-6 0-6     |

### Финалы турнировITFв одиночном разряде (7)

#### Победы (3)
| Легенда:           |
| ------------------ |
| 100.000 USD (0+3)* |
| 75.000 USD (0)     |
| 50.000 USD (1)     |
| 25.000 USD (2)     |
| 10.000 USD (0)     |

| Титулы по покрытиям | Титулы по месту проведения матчей турнира |
| ------------------- | ----------------------------------------- |
| Хард (0+1)*         | Зал (0+1)                                 |
| Грунт (3+2)         | Зал (0+1)                                 |
| Трава (0)           | Открытый воздух (3+2)                     |
| Ковёр (0)           | Открытый воздух (3+2)                     |

* количество побед в одиночном разряде + количество побед в парном разряде.
| №  | Дата           | Турнир                  | Покрытие | Соперница в финале        | Счёт        |
| 1. | 23 апреля 2006 | Бари, Италия            | Грунт    | Татьяна Гарбин            | 6-2 3-6 6-2 |
| 2. | 2 июля 2006    | Падуя, Италия           | Грунт    | Мария Ванина Гарсия Сокол | 6-1 6-4     |
| 3. | 22 июля 2007   | Днепропетровск, Украина | Грунт    | Штефани Фёгеле            | 6-4 6-3     |

#### Поражения (4)
| №  | Дата             | Турнир                    | Покрытие | Соперница в финале | Счёт           |
| 1. | 22 июля 2006     | Рим, Италия               | Грунт    | Кира Надь          | 2-6 7-6(5) 4-6 |
| 2. | 12 сентября 2007 | Бордо, Франция            | Грунт    | Цветана Пиронкова  | 2-6 3-6        |
| 3. | 26 сентября 2010 | Сен-Мало, Франция         | Грунт    | Ромина Опранди     | 2-6 6-2 2-6    |
| 4. | 18 марта 2012    | Нассау, Багамские острова | Хард     | Александра Возняк  | 4-6 5-7        |

### Финалы турнировWTAв парном разряде (7)

#### Победы (3)
| №  | Дата            | Турнир             | Покрытие | Партнёрша        | Соперницы в финале                  | Счёт              |
| 1. | 13 июля 2008    | Будапешт, Венгрия  | Грунт    | Жанетта Гусарова | Йоана Ралука Олару Ванесса Хенке    | 6-7(5) 6-1 [10-6] |
| 2. | 22 мая 2010     | Страсбург, Франция | Грунт    | Ваня Кинг        | Алла Кудрявцева Анастасия Родионова | 3-6 6-4 [10-7]    |
| 3. | 18 октября 2015 | Гонконг            | Хард     | Ярослава Шведова | Лара Арруабаррена Андрея Клепач     | 7-5 6-4           |

#### Поражения (4)
| №  | Дата             | Турнир           | Покрытие | Партнёрша         | Соперницы в финале              | Счёт              |
| 1. | 27 августа 2011  | Грейпвайн, США   | Хард     | Полин Пармантье   | Альберта Брианти Сорана Кырстя  | 5-7 3-6           |
| 2. | 20 сентября 2014 | Гуанчжоу, Китай  | Хард     | Магда Линетт      | Лян Чэнь Чжуан Цзяжун           | 6-2 6-7(3) [7-10] |
| 3. | 6 августа 2017   | Станфорд, США    | Хард     | Алиция Росольская | Коко Вандевеге Абигейл Спирс    | 2-6 3-6           |
| 4. | 19 июня 2022     | Берлин, Германия | Трава    | Джил Тайхман      | Сторм Сандерс Катерина Синякова | 4-6 3-6           |

### Финалы турнировITFв парном разряде (4)

#### Победы (3)
| №  | Дата            | Турнир            | Покрытие   | Партнёрша          | Соперницы в финале                  | Счёт    |
| 1. | 30 октября 2011 | Пуатье, Франция   | Хард (зал) | Виржини Раззано    | Мария Кондратьева Софи Лефевр       | 6-3 6-2 |
| 2. | 20 мая 2012     | Прага, Чехия      | Грунт      | Виржини Раззано    | Акгуль Аманмурадова Кейси Деллакква | 6-3 6-2 |
| 3. | 21 июля 2012    | Бухарест, Румыния | Грунт      | Ирина-Камелия Бегу | Елена Богдан Ралука Олару           | 6-2 6-0 |

#### Поражения (1)
| №  | Дата            | Турнир               | Покрытие   | Партнёрша     | Соперницы в финале                | Счёт    |
| 1. | 22 октября 2006 | Сен-Рафаэль, Франция | Хард (зал) | Юлия Федосова | Галина Воскобоева Мария Корытцева | 2-6 4-6 |

### Финалы командных турниров (3)

#### Победы (2)
| №  | Год  | Турнир          | Команда                      | Соперник в финале                         | Счёт в финале |
| 1. | 2014 | Кубок Хопмана   | Франция Ж.-В.Тсонга, А.Корне | Польша · Г.Панфил, А.Радваньская          | 2-1           |
| 2. | 2019 | Кубок Федерации | Франция Не играла в финале   | Австралия Э.Барти, С.Стосур, А.Томлянович | 3-2           |

#### Поражения (1)
| №  | Год  | Турнир          | Команда                                 | Соперник в финале                     | Счёт в финале |
| 1. | 2016 | Кубок Федерации | Франция К.Гарсия, А.Корне, К.Младенович | Чехия П.Квитова,К.Плишкова,Б.Стрыцова | 2-3           |

## История выступлений на турнирах
| Турнир                                  | 2005          | 2006          | 2007          | 2008          | 2009          | 2010          | 2011          | 2012  | 2013          | 2014          | 2015          | 2016  | 2017          | 2018          | 2019          | 2020          | 2021          | 2022          | 2023          | 2024  | Итог   | В/П за карьеру |
| --------------------------------------- | ------------- | ------------- | ------------- | ------------- | ------------- | ------------- | ------------- | ----- | ------------- | ------------- | ------------- | ----- | ------------- | ------------- | ------------- | ------------- | ------------- | ------------- | ------------- | ----- | ------ | -------------- |
| Турниры Большого шлема                  |               |               |               |               |               |               |               |       |               |               |               |       |               |               |               |               |               |               |               |       |        |                |
| Открытый чемпионат Австралии            | -             | 1Р            | 1Р            | 2Р            | 4Р            | 1Р            | 3Р            | 1Р    | 2Р            | 3Р            | 3Р            | 2Р    | 2Р            | 3Р            | 2Р            | 2Р            | 2Р            | 1/4           | 1Р            | 1Р    | 0 / 19 | 22-19          |
| Открытый чемпионат Франции              | 2Р            | 2Р            | 1Р            | 3Р            | 2Р            | 1Р            | 2Р            | 1Р    | 3Р            | 2Р            | 4Р            | 3Р    | 4Р            | 2Р            | 1Р            | 2Р            | 1Р            | 3Р            | 1Р            | 1Р    | 0 / 20 | 21-20          |
| Уимблдонский турнир                     | -             | -             | 2Р            | 1Р            | 1Р            | 1Р            | 1Р            | 2Р    | 3Р            | 4Р            | 2Р            | 3Р    | 1Р            | 1Р            | 1Р            | НП            | 2Р            | 4Р            | 2Р            | -     | 0 / 16 | 15-16          |
| Открытый чемпионат США                  | -             | -             | 3Р            | 3Р            | 2Р            | 1Р            | 2Р            | 2Р    | 3Р            | 3Р            | 1Р            | 1Р    | 2Р            | 1Р            | 2Р            | 4Р            | 1Р            | 3Р            | 1Р            | -     | 0 / 17 | 18-17          |
| Итог                                    | 0 / 1         | 0 / 2         | 0 / 4         | 0 / 4         | 0 / 4         | 0 / 4         | 0 / 4         | 0 / 4 | 0 / 4         | 0 / 4         | 0 / 4         | 0 / 4 | 0 / 4         | 0 / 4         | 0 / 4         | 0 / 3         | 0 / 4         | 0 / 4         | 0 / 4         | 0 / 2 | 0 / 72 |                |
| В/П в сезоне                            | 1-1           | 1-2           | 3-4           | 5-4           | 5-4           | 0-4           | 4-4           | 2-4   | 7-4           | 8-4           | 6-4           | 5-4   | 5-4           | 3-4           | 2-4           | 5-3           | 2-4           | 11-4          | 1-4           | 0-2   |        | 76-72          |
| Олимпийские игры                        |               |               |               |               |               |               |               |       |               |               |               |       |               |               |               |               |               |               |               |       |        |                |
| Летняя олимпиада                        | Не проводился | Не проводился | Не проводился | 3Р            | Не проводился | Не проводился | Не проводился | 2Р    | Не проводился | Не проводился | Не проводился | 2Р    | Не проводился | Не проводился | Не проводился | Не проводился | 1Р            | Не проводился | Не проводился | -     | 0 / 4  | 4-4            |
| Итоговые турниры                        |               |               |               |               |               |               |               |       |               |               |               |       |               |               |               |               |               |               |               |       |        |                |
| Турнир чемпионок WTA / Трофей элиты WTA | Не проводился | Не проводился | Не проводился | Не проводился | -             | -             | -             | -     | Группа        | Группа        | -             | -     | -             | -             | -             | Не проводился | Не проводился | Не проводился | -             | -     | 0 / 2  | 2-4            |

## Скандалы
В 2018 году, в первом туре Открытого чемпионата США, Ализе стала героиней скандала, приведшего к изменению спортивных правил. Её первый матч на турнире состоялся в тридцативосьмиградусную жару. В перерыве между вторым и третьим сетами спортсменка удалилась в раздевалку, чтобы переодеться. Выйдя затем на корт и обнаружив, что футболка наизнанку, Ализе сняла её (под футболкой был надет красный бюстгалтер), вывернула и надела правильно. Судья на вышке сделал ей предупреждение, указав, что она нарушила правила Ассоциации женского тенниса (WTA). В правилах говорилось, что женщины на Открытом чемпионате США не могут переодеваться на корте и обязаны удаляться для этого в раздевалку. Корне проиграла сопернице в трёх сетах, но инцидент с переодеванием и предупреждением привлёк больше внимания, чем спортивный итог матча.
Многие теннисисты обрушились с критикой на такое решение, в итоге результатом скандала стала отмена спорного правила. Руководство WTA заявило, что Ализе Корне незаслуженно получила предупреждение и не будет наказана.